# Leopold Sax
Leopold Sax (* 26. Februar 1881; † 12. Juni 1915) war ein österreichischer, auf den Langstreckenlauf spezialisierter Leichtathlet und Fußballspieler sowie ein Trainer.

## Karriere
Leopold Sax war einer der ersten Sportler in der österreichischen Leichtathletik. Er war insbesondere als Langstreckenläufer bekannt und beteiligte sich wie auch sein damaliger Konkurrent Felix Kwieton im aufkeimenden Fußballsport. Sax gewann den begehrten Nicholson-Preis in den Rennen von 1901 und 1904.
Ursprünglich war er beim Sportclub Union, war aber von 1900 bis 1902 beim Währinger Bicycle Club zu finden. Und ab 1903 beim Wiener AC. Dort spielte er auch regelmäßig als rechter Läufer in der Fußballmannschaft, mit der er 1903 (?) und 1904 den Challenge-Cup, die Cupkonkurrenz der österreich-ungarischen Teams gewann.
Am 2. Juni 1904 trat er mit der Wiener Stadtauswahl in Budapest gegen die dortige Auswahl an und verlor dort auf der Millenáris-Sporttelep-Radrennbahn vor 800 Zusehern mit 0:3. Heute werden diese Begegnungen als Länderspiele der österreichischen und auch der ungarischen Nationalmannschaft bewertet.
Als er beim WAC nicht mehr in der ersten Leichtathletikmannschaft aufgestellt wurde, kehrte Leopold Sax 1908 zurück nach Währing und trat dem Wiener Sport-Club bei. Dort wurde er Sektionsleiter für Leichtathletik, trat aber auch für die Fußballmannschaft des Vereins an. Ende 1909 übersiedelte er für ein Jahr nach Prag, wo er sich dem DFC anschloss. Es wird berichtet, dass er in der Mannschaft des DFC als Stürmer aufgestellt wurde. Nach seiner Rückkehr zum Sportclub bestritt er bis 1911 einige weitere Spiele für die Fußballmannschaft, war aber hauptsächlich als Trainer für die Leichtathleten aktiv.
Nach Beginn des Ersten Weltkriegs wurde er im März 1915 als Landsturmmann eingezogen. Bereits am 12. Juni fiel er auf den „nördlichen Kriegsschauplatz“. Neben seiner Witwe wurde er von vier Kindern überlebt.
Bereits 1916 wurde auf einem vom Wiener Associations-Football-Club abgehaltenen Leichtathletik-Meeting ein Rennen zu seinem Gedenken abgehalten. Bis 1926 fanden weitere Rennen zu seinen Ehren statt.

### Stationen
- bis 1900: Sportclub Union
- 1900 bis 1902: Währinger Bicycle Club
- 1900 bis 1908: Wiener AC
- 1908 bis 1909: Wiener Sport-Club
- 1909 bis 1910: DFC Prag
- 1910 bis 1915: Wiener Sport-Club

## Erfolge
- Challenge-Cup-Sieger 1903 (?), 1904